# Ulica Sarači (Sarajevo)
Ulica Sarači najduža je ulica na Baščaršiji, koja se nalazi na području općine Stari Grad u Sarajevu. Ulica ide pravcem zapad – istok, vodi od Gazi Husrev-begove ulice i popularne kavane Slatko ćoše do ulice Baščaršija (Baščaršijskog trga). Na svom putu Sarači se dodiruju s ulicama Đulagina, Đulagina čikma i Prote Bakovića sa sjeverne, odnosno Mudželiti veliki, Čizmedžiluk, Kazazi i Trgovke s južne strane.
Ulica nosi ime po saračima, zanatlijama koje su izrađivale različite predmete od kože.

## Povijest
Ulica Sarači postojala je još 1462. godine, o čemu postoji trag i u vakufnami (zakladnici) Isa-bega Ishakovića iz te godine, u kojoj se ova ulica navodi kao put. Ipak, status čaršije Sarači su dobili tek za uprave Gazi Husrev-bega, koji je 1531. godine u toj ulici izgradio i uvakufio 60 dućana za potrebe izdržavanja svoje džamije, imareta i hanikaha. Upravo u ulici Sarači se i danas nalaze Gazi Husrev-begova džamija i hanikah, ali i Gazi Husrev-begov muzej (objekat nekadašnje Kuršumli medrese), zgrada nove Gazi Husrev-begove medrese, Morića han, Kolobara han.
Ulica je dobila ime po saračima, zanatlijama koje su izrađivale različite predmete od kože, većinom konjsku opremu. Od 1928. godine Sarači su bili spojeni s ulicom Ferhadija, te je ta objedinjena ulica nosila naziv Prijestolonasljednika Petra. Već 1941. godine ulici je vraćeno izvorno ime, koje od tada nije mijenjano.

## Vanjske povezice
- Starogradska ulica Sarači u Sarajevu  Arhivirana inačica izvorne stranice od 11. studenoga 2021. (Wayback Machine)